# Roberto Mieres
Roberto Casimiro Mieres (* 3. Dezember 1924 in Mar del Plata, Argentinien; † 26. Januar 2012 in Punta del Este, Uruguay) war ein argentinischer Automobilrennfahrer und Segler.

## Leben
Roberto Mieres, Sohn einer sehr wohlhabenden Familie Argentiniens, war ein ungewöhnlich vielseitiger Sportler, der sich neben dem Motorsport sowohl im Tennis, Rugby und Rudern als auch im Segelsport auszeichnete. Seine Motorsportmeriten erkämpfte sich Mieres ab 1947 bei Langstreckenrennen seiner Heimat mit verschiedenen Vorkriegswagen wie dem 2,3-Liter-Kompressor-Alfa-Romeo oder dem Mercedes SSK.
Von Juan Manuel Fangio und José Froilán González zu einem „Kurztrip“ nach Europa eingeladen, fuhr Mieres 1950 beim Grand Prix des Nations auf dem Circuit des Nations in Genf, der nicht zur Weltmeisterschaft zählte, auf den vierten Platz.
Als Jean Behra durch eine Verletzung 1953 verhindert war, lud ihn das Gordini-Team ein, auf einem seiner Monopostos zu starten. Ein erneuter vierter Rang beim Grand Prix d’Albi ermutigte ihn, privat einen Maserati 250F für die Formel-1-Saison 1954 zu bestellen.
Mieres erzielte 1954 zwei weitere vierte Ränge, beim Großen Preis der Schweiz in Bremgarten und beim Großen Preis von Spanien. Während der Formel-1-Saison 1955 startete er bei seinem Heimrennen in Argentinien und vollbrachte es als einziger Fahrer neben Juan Manuel Fangio, trotz der hohen Temperaturen allein am Steuer seines Wagens auszuhalten. War es bei Fangio der Ehrgeiz, allein den Sieg und die Punkte einzufahren, so war es bei Mieres die einzige Möglichkeit als Privatier. Ein weiterer vierter Platz beim Großen Preis der Niederlande, bei dem er sich gegen starke Konkurrenz durchgesetzt hatte, rundete seine Karriere ab. Mieres war in jenem Jahr der bestplatzierte Maserati-Pilot geworden – noch vor dem deutlich höher eingeschätzten Behra.
Nach einem Zwischenspiel 1957 und 1958, als sich Mieres bei Sportwagenrennen auf Porsche beim 12-Stunden-Rennen von Sebring und in Daytona sowie auf einem OSCA bei der Carrera Panamericana in Mexiko versuchte, arbeitete er vorübergehend als Werksfahrer für Volvo in Argentinien und Costa Rica. Danach zog er sich endgültig vom Motorsport zurück. Die Gründe sind nicht bekannt. Da er sich fortan vermehrt dem Segelsport widmete, bei dem er es schließlich zur Teilnahme bei den Olympischen Sommerspielen 1960 in Rom schaffte, lag wohl eher hier seine Motivation begründet.
Zuletzt betrieb Mieres eine Farm in Uruguay.

## Statistik

### Statistik in der Automobil-Weltmeisterschaft

#### Gesamtübersicht
| Saison | Team                      | Chassis        | Motor           | Rennen | Siege | Zweiter | Dritter | Poles | schn. Rennrunden | Punkte | WM-Pos. |
| ------ | ------------------------- | -------------- | --------------- | ------ | ----- | ------- | ------- | ----- | ---------------- | ------ | ------- |
| 1953   | Equipe Gordini            | Gordini T16    | Gordini 2.0 L6  | 3      | −     | −       | −       | −     | −                | −      | NC      |
| 1954   | Roberto Mieres            | Maserati A6GCM | Maserati 2.0 L6 | 4      | −     | −       | −       | −     | −                | 6      | 11.     |
| 1954   | Roberto Mieres            | Maserati 250F  | Maserati 2.5 L6 | 1      | −     | −       | −       | −     | −                | 6      | 11.     |
| 1954   | Officine Alfieri Maserati | Maserati 250F  | Maserati 2.5 L6 | 3      | −     | −       | −       | −     | −                | 6      | 11.     |
| 1955   | Officine Alfieri Maserati | Maserati 250F  | Maserati 2.5 L6 | 6      | −     | −       | −       | −     | 1                | 7      | 8.      |
| Gesamt | Gesamt                    | Gesamt         | Gesamt          | 17     | −     | −       | −       | −     | 1                | 13     |         |

#### Einzelergebnisse
| Saison | 1   | 2   | 3   | 4   | 5   | 6 | 7   | 8 | 9 |
| ------ | --- | --- | --- | --- | --- | - | --- | - | - |
| 1953   |     |     |     |     |     |   |     |   |   |
|        |     | DNF |     | DNF |     |   |     | 6 |   |
| 1954   |     |     |     |     |     |   |     |   |   |
| DNF    |     | DNF | DNF | 6   | DNF | 4 | DNF | 4 |   |
| 1955   |     |     |     |     |     |   |     |   |   |
| 5      | DNF |     | 5   | 4   | DNF | 7 |     |   |   |

| Legende  | Legende            | Legende                                                          |
| Farbe    | Abkürzung          | Bedeutung                                                        |
| -------- | ------------------ | ---------------------------------------------------------------- |
| Gold     | –                  | Sieg                                                             |
| Silber   | –                  | 2. Platz                                                         |
| Bronze   | –                  | 3. Platz                                                         |
| Grün     | –                  | Platzierung in den Punkten                                       |
| Blau     | –                  | Klassifiziert außerhalb der Punkteränge                          |
| Violett  | DNF                | Rennen nicht beendet (did not finish)                            |
| Violett  | NC                 | nicht klassifiziert (not classified)                             |
| Rot      | DNQ                | nicht qualifiziert (did not qualify)                             |
| Rot      | DNPQ               | in Vorqualifikation gescheitert (did not pre-qualify)            |
| Schwarz  | DSQ                | disqualifiziert (disqualified)                                   |
| Weiß     | DNS                | nicht am Start (did not start)                                   |
| Weiß     | WD                 | zurückgezogen (withdrawn)                                        |
| Hellblau | PO                 | nur am Training teilgenommen (practiced only)                    |
| Hellblau | TD                 | Freitags-Testfahrer (test driver)                                |
| ohne     | DNP                | nicht am Training teilgenommen (did not practice)                |
| ohne     | INJ                | verletzt oder krank (injured)                                    |
| ohne     | EX                 | ausgeschlossen (excluded)                                        |
| ohne     | DNA                | nicht erschienen (did not arrive)                                |
| ohne     | C                  | Rennen abgesagt (cancelled)                                      |
| ohne     | keine WM-Teilnahme |                                                                  |
| sonstige | P/fett             | Pole-Position                                                    |
| sonstige | 1/2/3/4/5/6/7/8    | Punktplatzierung im Sprint-/Qualifikationsrennen                 |
| sonstige | SR/kursiv          | Schnellste Rennrunde                                             |
| sonstige | *                  | nicht im Ziel, aufgrund der zurückgelegten Distanz aber gewertet |
| sonstige | ()                 | Streichresultate                                                 |
| sonstige | unterstrichen      | Führender in der Gesamtwertung                                   |

### Le-Mans-Ergebnisse
| Jahr | Team                      | Fahrzeug      | Teamkollege    | Platzierung | Ausfallgrund    |
| ---- | ------------------------- | ------------- | -------------- | ----------- | --------------- |
| 1953 | Automobiles Gordini       | Gordini T15S  | Jean Behra     | Ausfall     | Getriebeschaden |
| 1955 | Officine Alfieri Maserati | Maserati 300S | Cesare Perdisa | Ausfall     | Getriebeschaden |

### Sebring-Ergebnisse
| Jahr | Team           | Fahrzeug        | Teamkollege    | Teamkollege    | Platzierung | Ausfallgrund    |
| ---- | -------------- | --------------- | -------------- | -------------- | ----------- | --------------- |
| 1959 | Count von Dory | Porsche 718 RSK | Anton von Döry | Pedro von Döry | Ausfall     | Nockenwelle     |
| 1960 | Anton von Dory | Porsche 718 RSK | Anton von Döry | Pedro von Döry | Ausfall     | Ventilsteuerung |

### Einzelergebnisse in der Sportwagen-Weltmeisterschaft
| Saison | Team                          | Rennwagen                  | 1   | 2   | 3   | 4   | 5   | 6   | 7   |
| ------ | ----------------------------- | -------------------------- | --- | --- | --- | --- | --- | --- | --- |
| 1953   | Gordini                       | Gordini T15S               | SEB | MIM | LEM | SPA | NÜR | RTT | CAP |
| 1953   | Gordini                       | Gordini T15S               | DNF |     |     |     |     |     |     |
| 1954   | Aston Martin Escuderia Espaňa | Aston Martin DB3S Osca MT4 | BUA | SEB | MIM | LEM | RTT | CAP |     |
| 1954   | Aston Martin Escuderia Espaňa | Aston Martin DB3S Osca MT4 | DNF |     |     |     |     | DNF |     |
| 1955   | Maserati                      | Maserati 300S              | BUA | SEB | MIM | LEM | RTT | TAR |     |
| 1955   | Maserati                      | Maserati 300S              | DNF |     |     |     |     |     |     |
| 1957   | Ecurie Ecosse                 | Jaguar D-Type              | BUA | SEB | MIM | NÜR | LEM | KRI | CAR |
| 1957   | Ecurie Ecosse                 | Jaguar D-Type              | 4   |     |     |     |     |     |     |
| 1958   | Porsche                       | Porsche 550                | BUA | SEB | TAR | NÜR | LEM | RTT |     |
| 1958   | Porsche                       | Porsche 550                | 5   |     |     |     |     |     |     |
| 1959   | Count von Dory                | Porsche 718 RSK            | SEB | TAR | NÜR | LEM | RTT |     |     |
| 1959   | Count von Dory                | Porsche 718 RSK            | DNF |     |     |     |     |     |     |
| 1960   | Anton von Dory                | Porsche 718 RSK            | BUA | SEB | TAR | NÜR | LEM |     |     |
| 1960   | Anton von Dory                | Porsche 718 RSK            | DNF | DNF |     |     |     |     |     |